# Henrik Bertilsson
Pour les articles homonymes, voir Bertilsson.
Henrik Bertilsson est un footballeur suédois, né le 16 octobre 1969 à Huisie en Suède. Il évoluait comme attaquant.

## Biographie
Formé dans les clubs de Gånghester SK et Stafsinge IF, il rejoint en 1987 le Falkenbergs FF qui évolue en division 3 suédoise. Dès sa première saison, son équipe est promue, mais si Bertilsson participe à 19 matchs, il n'inscrit aucun but. Les saisons 1989 et 1990 sont plus prolifiques pour lui puisqu'il inscrit 14 et 17 buts en championnat.  
En 1992, il rejoint le Halmstads BK avec lequel il obtient la montée en 1re division et le titre de champion de division 2, et cela dès sa première saison en inscrivant 17 buts.
La saison 1993 en première division est un des points culminants de sa carrière, puisqu'il continue sur sa lancée et devient le meilleur buteur du championnat et obtient sa première sélection en équipe de Suède.
Fort de sa nouvelle notoriété, il découvre le Championnat de France, lors de la saison 1994-1995 avec le FC Martigues. Il prend numériquement la place de Jean-Marc Ferreri, et fait équipe en attaque avec Didier Tholot. Toutefois il n'a pas beaucoup de réussite puisqu'il n'inscrit que 5 buts en 25 matchs de Division 1.
En août 1995, après avoir disputé les deux premiers matchs de la saison 1995-1996, il retourne en Suède en s'engageant avec l'Örgryte IS. Toutefois il mettra près de trois saisons à retrouver un bon niveau, puisqu'il n'inscrira que 5 buts en près de 30 mois. Mais en 1998, il arrive de nouveau à atteindre les 10 buts avec Örgryte.
La saison suivante en 1999, il rejoint le club qui l'a révélé, le Halmstads BK et inscrit 13 buts en championnat. Les deux saisons suivantes sont moins prolifiques, mais Henrik décroche son premier et unique titre de champion de Suède lors de la saison 2000 en inscrivant 8 buts.
À la fin de la saison 2001, son contrat n'est pas renouvelé et Henrik retourne dans son premier club professionnel pour la saison 2002, le Falkenbergs FF. Il prend une part importante dans la remontée du club en 2e division en inscrivant 15 buts en 20 matchs.
Au terme de cette saison, il met fin à sa carrière professionnelle, mais continue à jouer trois ans en amateur avec le Arvidstorps IK.

## Sélection
- Suède : 1 sélection
- Unique sélection le 11 août 1993 : Suède - Suisse (1-2)

Bertilsson obtient son unique sélection en 1993 lors d'un match amical contre la Suisse en entrant en cours de jeu.

## Statistiques en championnat
| Saison    | Club           | Pays   | Division | Stats               |
| --------- | -------------- | ------ | -------- | ------------------- |
| 1987      | Falkenbergs FF | Suède  | D3       | 19 matchs           |
| 1988      | Falkenbergs FF | Suède  | D2       | 25 matchs / 8 buts  |
| 1989      | Falkenbergs FF | Suède  | D2       | 25 matchs / 14 buts |
| 1990      | Falkenbergs FF | Suède  | D3       | 26 matchs / 17 buts |
| 1991      | Falkenbergs FF | Suède  | D3       | 26 matchs / 8 buts  |
| 1992      | Halmstads BK   | Suède  | D2       | 26 matchs / 17 buts |
| 1993      | Halmstads BK   | Suède  | D1       | 20 matchs / 18 buts |
| 1994      | Halmstads BK   | Suède  | D1       | 11 matchs / 6 buts  |
| 1994-1995 | FC Martigues   | France | L1       | 25 matchs / 5 buts  |
| 1995-1996 | FC Martigues   | France | L1       | 2 matchs            |
| 1995      | Örgryte IS     | Suède  | D1       | 10 matchs / 2 buts  |
| 1996      | Örgryte IS     | Suède  | D1       | 17 matchs / 1 but   |
| 1997      | Örgryte IS     | Suède  | D1       | 19 matchs / 2 buts  |
| 1998      | Örgryte IS     | Suède  | D1       | 26 matchs / 10 buts |
| 1999      | Halmstads BK   | Suède  | D1       | 25 matchs / 13 buts |
| 2000      | Halmstads BK   | Suède  | D1       | 21 matchs / 8 buts  |
| 2001      | Halmstads BK   | Suède  | D1       | 20 matchs / 3 buts  |
| 2002      | Falkenbergs FF | Suède  | D3       | 20 matchs / 15 buts |

## Palmarès

### En club
Falkenbergs FF
- Champion de Suède de Division 3 (2) : 1987, 2002

 Halmstads BK
- Champion de Suède (1) : 2000
- Champion de Suède de Division 2 (1) : 1992

### Distinctions personnelles
- Meilleur buteur du championnat de Suède : 1993
- Meilleur buteur du championnat de Suède de Division 2 : 1992
- Meilleur buteur du championnat de Suède de Division 3 : 1990